# Eunicea hirta
Eunicea hirta is een zachte koraalsoort uit de familie Plexauridae. De koraalsoort komt uit het geslacht Eunicea. Eunicea hirta werd in 1860 voor het eerst wetenschappelijk beschreven door Duchassaing & Michelotti. 